# Viale della Libertà

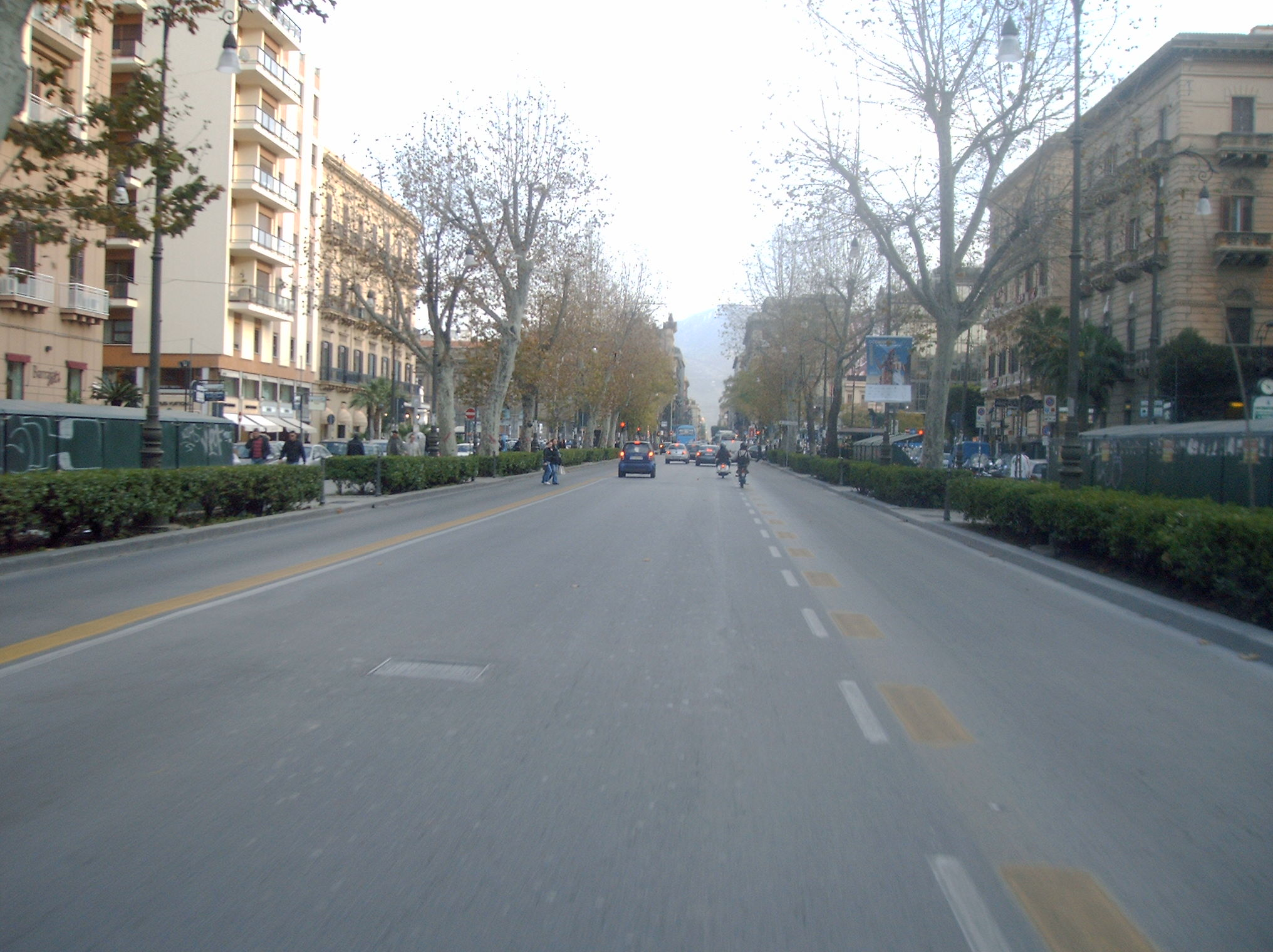
Viale della Libertà, Palermo

Viale della Libertà, häufig auch nur als Viale Libertà bezeichnet, ist eine der elegantesten und teuersten Straßen der sizilianischen Hauptstadt Palermo.

## Verlauf
Viale Libertà beginnt am Teatro Politeama, der Platz heißt im Westen Piazza Castelnuovo und im Osten Piazza Ruggero Settimo, und verläuft in nordnordwestlicher Richtung bis zur Piazza Vittorio Veneto. Hinter derselben findet sie ihre „Fortsetzung“ in nordnordwestlicher Richtung durch die Via della Croce Rossa, während Viale Libertà selbst die „Fortsetzung“ der südsüdöstlich verlaufenden Via Ruggero Settimo bildet.

## Geschichte
Der südliche Abschnitt der Straße wurde im 18. Jahrhundert angelegt, die Ausdehnung in nördlicher Richtung fand gegen Ende des 19. Jahrhunderts statt.
Richard Wagner, der vom November 1881 bis März 1882 in Palermo überwinterte und in dieser Zeit seinen Parsifal beendete, bezeichnete die Straße als die Champs-Élysées von Sizilien.
Im unteren Abschnitt der Straße, nicht weit von ihrer geografischen Mitte, befindet sich der Giardino Inglese.
Nur wenige Hundert Meter nördlich von diesem geschah am 6. Januar 1980 das aufsehenerregendste Verbrechen in der Geschichte der Viale Libertà. An jenem Tag wurde der seinerzeitige Regionalpräsident von Sizilien, Piersanti Mattarella, vor dem von ihm bewohnten Haus Nummer 147 von Killern der Cosa Nostra ermordet. Sein bei diesem Attentat anwesender jüngerer Bruder Sergio fasste darauf den Entschluss, das Lebenswerk seines älteren Bruders fortzusetzen und ging selbst in die Politik. Am 31. Januar 2015 wurde er zum italienischen Staatspräsidenten gewählt.